# Piero Gnudi
Piero Gnudi (Bologna, 17 maggio 1938) è un dirigente d'azienda, dirigente pubblico, banchiere e politico italiano, presidente della società Enel dal 2001 al 2011 e ultimo presidente dell'IRI dal 1999 al 2002.
Ha ricoperto nel governo Monti le cariche di ministro per il turismo, lo sport e gli affari regionali dal 16 novembre 2011 al 28 aprile 2013.

## Biografia
Laureato in Economia e Commercio nel 1962 presso l'Università di Bologna, fa pratica nello studio di Maurizio Baroni ed è titolare dal 1968 dell'omonimo studio di dottori commercialisti con sedi a Bologna, Roma e Milano.
Esperto di problemi societari, fiscali e di acquisizioni e fusioni di società, è definito dalla stampa l'"Enrico Cuccia di Bologna" perché ogni segreto finanziario della città passa dai suoi studi, dagli eredi della Panigal a Guidalberto Guidi, da Giuseppe Gazzoni Frascara a Gianni Martini e Gianandrea Rocco di Torrepadula, dalla vendita della Ducati alla Teknecomp alle traversie del Bologna Calcio. È stato definito anche "collezionista" di poltrone nei vari cda con più di una sessantina di incarichi.
Si è scontrato (ma ha perso) con Carlo De Benedetti nella battaglia sulla conquista del Credito Romagnolo e con Raul Gardini bloccandogli il progetto di fare dell'aeroscalo di Forlì il punto d'inizio di una più ampia iniziativa sul fronte delle attività aeroportuali.
Amico di Romano Prodi, vicino a Pier Ferdinando Casini, si definisce politicamente un "moderato centrista". Nel 1995 è nominato consigliere economico del Ministro dell'Industria Alberto Clò, dal 1994 fa parte del consiglio di amministrazione dell'IRI, ricoprendovi l'incarico di sovrintendere alle privatizzazioni nel 1997, presidente e amministratore delegato nel 1999 e presidente del comitato dei liquidatori nel 2002. Membro del direttivo di Confindustria, della giunta direttiva di Assonime, del comitato esecutivo dell'Aspen Institute. Dal 2014 Gnudi è consigliere nel cda di Astaldi.
Attualmente Gnudi è anche presidente di Nomisma Società di Studi Economici S.p.A, presidente di Credito Fondiario, consigliere di Bologna Business School, e membro della Fondazione Italia USA.

### Ministro per il turismo e lo sport

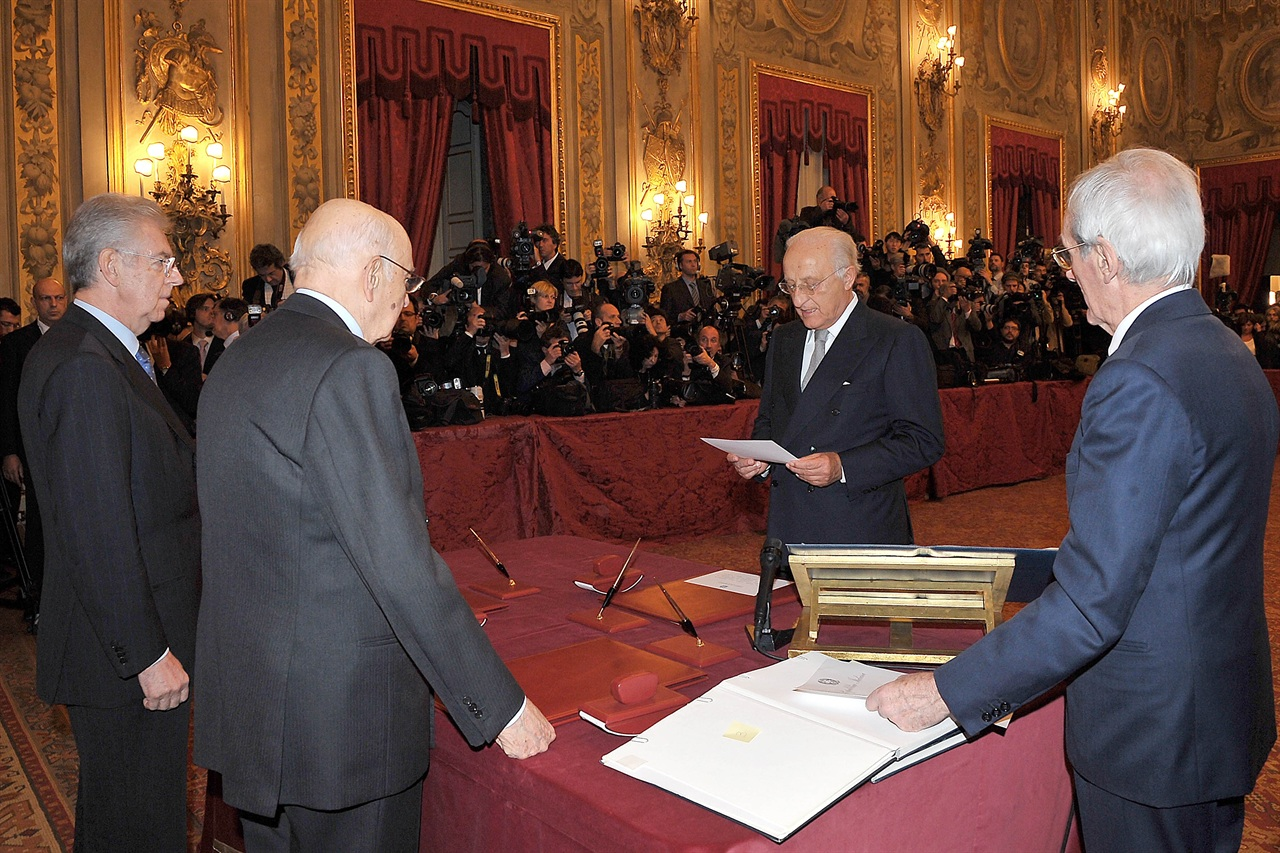
Piero Gnudi giura come ministro per il turismo, lo sport e gli affari regionali del Governo Monti.

Il 16 novembre 2011 viene nominato Ministro senza portafoglio per il Turismo e per lo Sport del governo Monti; dal 25 novembre 2011 ha anche la delega agli Affari regionali.. Il mandato termina il 28 aprile 2013.

## Altri incarichi
È stato Commissario straordinario dell'ILVA in amministrazione straordinaria, anche se era già commissario della società dal 6 giugno 2014, presidente di Locat, Astaldi, Terna, Wind, RAI HOLDING, Mirbis Moscow International Business School e OME Observatoire Méditerranéen de l'Energie Parigi. È stato anche amministratore delegato di Carimonte Holding, presidente del cda della Maie di Fornace Zarattini (RA), vice presidente di Banca del Monte di Bologna e Ravenna, consigliere di Credito Romagnolo, UniCredit, Galotti, consigliere e sindaco di varie società fra le quali Eni, Stet, Merloni, Ferré, Alfa Wassermann, Il Sole 24 Ore Cnel. È stato Commissario governativo dell'amministrazione straordinaria del Gruppo Fochi.

## Vita privata
È sposato con la flautista Francesca Pagnini, nota per incisioni di Bach e Beethoven pubblicate da Vermeer Italia e docente al conservatorio di Milano, e ha tre figlie: Elisabetta, Maddalena ed Elsa.